# Marthogryllacris
Marthogryllacris is een geslacht van rechtvleugeligen uit de familie Gryllacrididae. De wetenschappelijke naam van dit geslacht is voor het eerst geldig gepubliceerd in 1937 door Karny.

## Soorten
Het geslacht Marthogryllacris omvat de volgende soorten:
- Marthogryllacris annulicornis Hebard, 1922
- Marthogryllacris martha Griffini, 1914
- Marthogryllacris multifracta Griffini, 1914
- Marthogryllacris primigenii Griffini, 1918